# Кибардин, Алексей Алексеевич
Алексе́й Алексе́евич Кибарди́н (30 сентября [12 октября] 1882, Всехсвятское, Вятская губерния — 5 апреля 1964, Вырица, Ленинградская область) — протоиерей Русской православной церкви, последний духовник преподобного Серафима Вырицкого.

## Семья, образование
Родился в селе Всехсвятское (ныне — в Белохолуницком районе Кировской области) в семье священника.
Отец Алексий был женат на дочери протоиерея Сергия Сырнева Фаине Сергеевне (родилась 12 (24) апреля 1883 года). В их семье были дети:
- Сергей (родился 14 (27) октября 1907 года).
- Василий (родился 31 декабря 1909 [13 января 1910]).

15 (28) июня 1903 года окончил Вятскую духовную семинарию по I разряду. С 10 (23) сентября 1908 года по 12 (25) июня 1912 года обучался в Санкт-Петербургской духовной академии, которую закончил со степенью кандидата богословия.

## Служба в Вятской епархии
8 (23) сентября 1903 года был назначен законоучителем Котельнического трёхклассного городского училища и женской прогимназии и в тот же день рукоположён во священника епископом Никоном (Софийским) к Троицкому собору Котельнича.
14 (27) ноября 1904 года отец Алексий был перемещён к Никольской Котельнической церкви, а 1 (14) сентября 1905 года назначен законоучителем Котельнического трёхклассного городского училища и женских городского и церковно-приходского Николаевского училищ.
В 1906 году был избран депутатом от котельнического городского духовенства на проходившем в Вятке первом пастырско-мирянском собрании и епархиальном съезде духовенства.
В связи с поступлением в Духовную академию 1 (14) сентября 1908 года он был уволен за штат.

## Служба в Санкт-Петербургской епархии
По окончании Академии, 1 (14) сентября 1912 года отец Алексий был назначен законоучителем 1-го Санкт-Петербургского женского четырёхклассного городского училища, а 8 (21) октября 1912 года определён к церкви святой Марии Магдалины Общины сестёр милосердия во имя Христа Спасителя в Санкт-Петербурге. В Общине он был замечен императрицей Александрой Фёдоровной, которая несколько раз посещала богослужения в Мариинском храме.
21 апреля (4 мая) 1913 года отец Алексий был перемещён к Фёдоровскому собору Царского Села; одновременно он был назначен законоучителем Николаевской мужской гимназии.
С 13 (26) сентября 1914 года по 1917 год «безвозмездно исполнял пастырские обязанности» в лазарете при Фёдоровском соборе, шефство над которым взяли великие княжны Мария и Анастасия Николаевны.
В 1922 году протоиерей Алексий стал настоятелем Фёдоровского собора.

## Аресты и дальнейшее служение
28 декабря 1930 года он был арестован по «делу ленинградского филиала Истинно-православной церкви», а 8 октября 1931 года приговорён к пяти годам лагерей за «участие в контрреволюционной монархической церковной организации» по статье 58-10, 58-11 УК РСФСР. Во время следствия содержался в Доме предварительного заключения в Ленинграде. Отбыл срок в Соловецком лагере особого назначения.
С 10 ноября 1934 года работал бухгалтером в гражданских учреждениях Мурманска и Мончегорска. 5 июля 1941 года вернулся в Пушкин, но при занятии города немцами был эвакуирован вглубь Ленинградской области. С 25 марта 1942 года остался священником Покровской церкви села Козья Гора Осьминского района Ленинградской области.
3 августа 1945 года протоиерей Алексий был назначен настоятелем Казанской церкви в посёлке Вырица. В храме служил вместе с преподобным Серафимом Вырицким, который предлагал ему, во избежание ареста, принять монашество и поселиться в монастыре.
21 января 1950 года он был вновь арестован и приговорён 17 апреля 1950 года военным трибуналом войск МВД Ленокруга к 25 годам лагерей по статье 58-1а-1б УК РСФСР. Одной из причин вынесения приговора было личное знакомство с царской семьёй.
В амнистию 1953 года срок был сокращён. 2 февраля (по другим сведениям 22 мая) 1955 года освобождён «без поражения в правах и снятия судимости» из Ангарлага (Заярск) по амнистии. При возвращении, в Москве у него произошло кровоизлияние в мозг.
С 15 августа 1955 года протоиерей Алексий вновь стал служить в Казанской церкви Вырицы (вторым священником); но 17 августа 1957 года по состоянию здоровья вышел за штат и с тех пор проживал в Вырице. Получал пенсию, как заштатный протоиерей. Предполагал принять монашество с удалением в Псково-Печерский монастырь.
Скончался 5 апреля 1964 года и погребён на вырицком кладбище. Его могила постоянно посещается.
Реабилитирован по делу 1950 года 10 сентября 1997 года.

## Награды, знаки отличия

### Церковные, богослужебные награды
- Пасха 1908 года — набедренник;
- 6 (19) мая 1914 года — камилавка;
- 30 июня (13 июля) 1915 года — синодальный наперсный крест;
- 23 апреля (6 мая) 1916 года — золотой наперсный крест с драгоценными украшениями из Кабинета его величества;
- 1922 год — сан протоиерея;
- Пасха 1925 года — палица;
- Пасха 1927 года — митра;
- Пасха 1945 года — наперсный крест с украшениями.

### Светские награды
- 1913 год — Медаль «В память 300-летия царствования дома Романовых».